# Jean-Claude Larocque
Jean-Claude Larocque, né à Alexandria, maintenant Glengarry Nord, en Ontario (Canada), est un écrivain franco-ontarien.

## Biographie
Né à Alexandria dans l'Est de l'Ontario, Jean-Claude Larocque étudie dans un premier temps le théâtre et l’histoire à l’Université d’Ottawa où il obtient son baccalauréat avec spécialisation mise en scène avant de poursuivre des études en pédagogie. Une fois diplômé, il devient enseignant à l’école secondaire de Smooth Rock Falls dans le Nord de l’Ontario puis à Alexandria à l’école secondaire catholique le Relais. À partir de 1986, Jean-Claude Larocque est en même temps animateur culturel et dirige la troupe du Café chantant au sein de l’école le Relais.
Retraité depuis 2009, il a écrit en collaboration avec Denis Sauvé l’histoire d’Étienne Brûlé, premier véritable héros canadien-français et "premier héros franco-ontarien", (en trois tomes) aux Éditions David. Bénéficiant d’une très bonne critique, le premier tome de la trilogie a été nommé au prix du livre d’enfant Trillium, finaliste au Prix littéraire Le Droit 2010 dans la catégorie littérature jeunesse ainsi que finaliste pour le Prix Huguette-Parent en 2010. Le dernier tome a été publié au cours du mois d’octobre 2011. Jean-Claude Larocque contribue ainsi à la littérature franco-ontarienne.

## Œuvres
- John et le Règlement 17 (avec Denis Sauvé), Éditions David, janvier 2014, Prix de la Toronto French School 2014.
- Étienne Brûlé, le Fils de Champlain, tome 1 (avec Denis Sauvé), Éditions David, janvier 2010  (ISBN 978-2-89597-119-1).
- Étienne Brûlé, le Fils des Hurons, tome 2 (avec Denis Sauvé), Éditions David, octobre 2010  (ISBN 978-2-89597-130-6).
- Étienne Brûlé, le Fils sacrifié, tome 3 (avec Denis Sauvé), Éditions David, octobre 2011.
- "Le don d'Antoine", dans En chœur pour Haïti et autres récits, CFORP, août 2011  (ISBN 978-2-89581-926-4).